# Gaziza Żubanowa
Gaziza Achmetowna Żubanowa (kaz. Ғазиза Ахметқызы Жұбанова, ros. Газиза Ахметовна Жубанова; ur. 2 grudnia 1927 w Żanaturmys w obwodzie aktobskim, zm. 13 grudnia 1993 w Ałmaty) – kazachska kompozytorka. Uznawana za pierwszą kobietę w Kazachstanie pracującą w tym zawodzie.

## Życiorys
Gaziza Żubanowa urodziła się 2 grudnia 1928 roku w miejscowości Żanaturmys w obwodzie aktobskim. Jej ojciech, Achmet Żubanow, był profesjonalnym muzykiem oraz znawcą folkloru i to on zadbał o muzyczne wykształcenie córki.
Od szóstego roku życia Gaziza Żubanowa uczęszczała do szkoły w Ałmaty, stolicy Kazachstanu, którą ukończyła z wyróżnieniem. W 1945 roku wyjechała do Moskwy na studia w Akademii Muzycznej im. Gnesins. Po jej ukończeniu studiowała kompozycję pod kierunkiem Jurija Szaporina w Konserwatorium Moskiewskim. Następnie, w 1954 roku, rozpoczęła studia podyplomowe z kompozycji, które ukończyła w 1957 roku i rozpoczęła niezależną karierę kompozytora.
W latach 1962–1968 była przewodniczącą Związku Kompozytorów Kazachstanu, od 1962 roku członkiem zarządu Związku Kompozytorów ZSRR oraz w latach 1975-1987 rektorem Konserwatorium Ałmackiego. Za jej kierownictwa, konserwatorium znacząco poszerzyło swoją współpracę z zagranicznymi uczelniami muzycznymi. Rozpoczęto wymiany studenckie między innymi do Moskwy, Taszkentu czy Rygi, jak również zagraniczne koncerty w takich krajach jak Czechosłowacja, Rumunia, a także Polska.

## Twórczość
Muzyka tworzona przez Gazizę Żubanową była ściśle związana z kulturą ludową Kazachstanu, co jest widoczne w częstym nawiązywaniu do tematów z nią związanych, jak ludowe opowieści czy bajki. Kompozytorka łączyła różne formy muzyczne, np. w jej operach pojawiają się cechy oratoryjne, a w oratoriach operowe. Komponowała utwory orkiestrowe, wokalne, na instrumenty solowe (fortepian, skrzypce) i pieśni na chór i na głosy solowe.
Jej pierwszym większym dziełem był poemat symfoniczny Аксак-Кулан (pol. Akskak Kułan) (1955), który nawiązywał do ludowej legendy o tym samym tytule.

### Wybrane utwory

#### opery
- Енлик-Кебек (1972; pol. Enłik i Kebek)
- Двадцать восемь (1981; pol. Dwadzieścia osiem; pieśń poświęcona panfiłowcom)
- Курмангазы (1971; pol. Kurmangazy)
- Двадцать восемь (1981; pol. Dwadzieścia osiem)
- Курмангазы (1987; pol. jw.)

#### balety
- Легенда о белой птице (1965; pol. Legenda o Białym Ptaku)
- Хиросима (1965; pol. Hiroszima)
- Карагоз (1987; pol. Karagöz)

#### oratoria
- Заря над степью (1960; pol. Świt nad stepem)
- Ленин (1969; pol. Lenin)
- Письмо Татьяны (1983; pol. List Tatiany; na podstawie słów i muzyki Abaja Kunanbajewa)

#### kantaty
- Песня радости (1953; pol. Pieśń radości; ze słowami Żambyła Żabajewa)
- Сказ о Мухтаре Ауэзове (1963; pol. Opowieść o Muchtarze Äuezowie)
- Ленин с нами (1970; pol. Lenin z nami)
- О Партии (1971; pol. O Partii)

#### na orkiestrę
- Poemat symfoniczny Аксак-Кулан (1955; pol. Akskak Kułan)
- Symfonia Жигер (1971; pol. Żiger)
- Poemat symfoniczny Героическая поэма (1972; pol. Poemat symfoniczny)
- Вторая симфония (1982; pol. Druga symfonia)